# Lista över rådmän vid Linköpings rådhusrätt
Detta är en lista över rådmän vid Linköpings rådhusrätt.

## 1600-talet
- Lars Andersson
- Samuel Pyttner
- 1692: Georgius Nicolai Behm[1]
- Johannes Nicolai Lithner[1]
- 1688: Nicolaus Nicolai Lithner[1]
- 1697–1705: Jöns Ehgman
- 1697–1709: Per Andersson
- 1697–1709: Alexander Ljungman
- 1697–1707: Hindrich von Mellén
- 1697–1709: Pehr Haraldsson
- 1697–1706: Lars Andersson

## 1700-talet
- 1701: Johan Kinberg
- 1708: Nils Gråsten
- 1709–1720: Johan Klingenberg
- 1710–1739: Anders Kling
- 1714–1720: Nils Nilsson Behm den yngre
- 1715–1763: Johan von der Burg
- 1721–1728: Erik Hummer
- 1729–1755: Bengt Ekerman[1]
- 1723–1747: Samuel Bergner
- 1745–1749: Carl Johan Kinborg[1]
- 1749–1776: Lars Ljungberg
- 1756–1778: Samuel Kindgren
- 1759–1763: Carl Fredrik Lund
- 1759–1793: Nils Dahl
- 1763–1777: Peter Schenling[1]
- 1765–1800: Johan Hörning
- 1777–1804: Abraham Meijer[1]
- Johan Jern
- Johan Vallentin Behm[1]

## 1800-talet
- 1800–1801: Adolf Tillander[1]
- 1801: Nils Tornberg
- 1804–1822: Per Rydbeck
- Adolf Fredrik Nordwall
- Claes Fredric Egnell
- Lars Johan Lönnberg
- Bengt Frökenberg

## 1900-talet
- 1918–1938: Bertel Hallberg
- 1969–1970: Lars Villius
- 1970: Sven Kjellgren